# Carmela Baricelli
Carmela Baricelli (Casalbuttano ed Uniti, 25 gennaio 1861 – Cremona, 14 aprile 1946) è stata un'insegnante, giornalista e scrittrice italiana.

## Biografia
Carmela Baricelli nacque a Casalbuttano il 25 gennaio 1861 da Stefano Baricelli, agente di commercio e Carolina Sartori, filatrice. La numerosa famiglia – ebbe sette fratelli, tre dei quali morirono entro i dieci anni di vita – si trasferì a Cremona nel 1872, dove Carmela visse fino al 1904.
Da bambina venne avviata dalla madre al mestiere di sarta, ma all'età di dodici anni manifestò apertamente la volontà di frequentare la scuola. Sapendo già leggere e scrivere, fu ammessa direttamente alla seconda elementare. Nel 1879 conseguì il diploma di maestra e nel 1887 si laureò all'Università di Pavia, grazie alla nuova normativa che permetteva alle donne l'accesso agli studi universitari.
Dal 1885 iniziò a collaborare come giornalista con il quotidiano La Provincia – Corriere di Cremona, spesso firmandosi con lo pseudonimo "Malvina", in omaggio alla scrittrice veneta e conferenziera Malvina Frank. Nei suoi articoli sostenne l'importanza dell’istruzione popolare e dell'alfabetizzazione delle classi lavoratrici. Dal 1890 insegnò presso l’Istituto “Anguissola” di Cremona.

### Impegno politico e sociale
Nel corso della sua permanenza a Cremona conobbe figure di spicco dell'ambiente operaio e socialista, tra cui Arcangelo Ghisleri, che le recensì il libro L'istruzione popolare. Libro di lettura per operai e contadini (1894), Leonida Bissolati, con il quale organizzò i primi scioperi delle filandaie cremonesi, e lo stesso Turati. Partecipò nel 1892 al congresso di Genova che portò alla fondazione del Partito dei lavoratori italiani e nel 1893 fu tra i promotori della Camera del lavoro di Cremona, dove entrò a far parte nella commissione esecutiva.
Per la sua attività nell'ambito del movimento socialista, dove era molto nota per le sue doti di conferenziera, venne iscritta al casellario politico come soggetto sovversivo.
Sensibile al tema dell'alfabetizzazione e dell'istruzione delle classi meno abbienti, sostenne la creazione di una scuola serale per operai presso la Camera del Lavoro e di un ufficio di collocamento per disoccupati. Partecipò a numerose associazioni femminili, promuovendo la nascita di una Società operaia femminile di mutuo soccorso e nel 1898 la Lega di resistenza femminile; fu rappresentante della sezione femminile della Camera del Lavoro. Venne iscritta al casellario politico per la sua attività ritenuta sovversiva.

#### Pavia, 1904-1912. Il periodicoL'Alleanza
Nel 1904 venne trasferita all’Istituto Magistrale "Adelaide Cairoli" di Pavia; restò in questa città fino al 1912.
In questo periodo, durante il quale si intensificarono le iniziative del movimento emancipazionista a sostegno del suffragio femminile, il suo impegno si orientò verso la promozione dell'istruzione sociale e politica delle donne. Nel 1906 fondò il circolo "L’Alleanza Femminile", da cui prese vita pochi mesi dopo il settimanale L’Alleanza: Giornale settimanale politico letterario per l’istruzione sociale e politica della donna, uno dei periodici emancipazionisti più completi e "tra i più longevi dell’età giolittiana". Diretto da Baricelli e pubblicato dal 1906 al 1911, ebbe tra le collaboratrici numerose figure di punta del femminismo italiano, tra cui Linda Malnati, Emilia Mariani, Maria Pasolini, Paolina Schiff, Teresa Labriola, Giselda Brebbia, Bice Sacchi, Anna Franchi.
Nel 1910 il settimanale si divise in due sedi, una a Pavia, sotto la sua guida, e una a Milano, diretta da Abigaille Zanetta. Tra le due anime del progetto emersero divergenze significative: Baricelli, sostenitrice di una linea inclusiva, rivolta a tutte le donne indipendentemente dall'appartenenza politica, voleva fare del giornale il punto di riferimento per le donne delle diverse correnti del movimento e dei vari comitati pro suffragio; Zanetta, più vicina alle posizioni di Anna Kuliscioff, propendeva per una netta separazione dal suffragismo di matrice borghese. Queste tensioni riflettevano un più ampio dibattito interno al movimento femminile e al socialismo italiano e contribuirono a un progressivo distacco di Baricelli dal Partito Socialista.
Già da tempo critica nei confronti di quello che definiva il "maschilismo" socialista, Baricelli si era espressa pubblicamente contro l'atteggiamento di Filippo Turati, che l’8 aprile 1910 aveva definito le donne "prive di mentalità politica". In un articolo di risposta, l'insegnante cremonese attribuì tale condizione non a una mancanza naturale, ma alla responsabilità degli stessi socialisti, accusati di non impegnarsi attivamente per superare i pregiudizi esistenti.
Nel 1911 sottoscrisse la Petizione delle donne italiane al Parlamento, con la quale veniva richiesto il riconoscimento dei diritti politici per le donne, inclusa l'estensione del diritto di voto e di eleggibilità. Nello stesso anno presiedette con Bice Sacchi il primo Congresso Pro suffragio femminile svoltosi a Torino.

#### Padova e Torino, 1912-1919
Dal 1912 al 1914 insegnò a Padova, trasferimento che nella sua autobiografia attribuì a una sanzione per le sue idee politiche.
Durante l'esperienza padovana condusse un'indagine sulle condizioni del lavoro femminile nella provincia, pubblicando dati sul numero delle operaie occupate, su salari, orari, multe e tipologie di impiego. Le sue conclusioni denunciarono una situazione sconfortante, caratterizzata dall’assenza di forme di previdenza e dalle difficoltà nell'organizzazione sindacale delle lavoratrici: «Di previdenza per malattia o per vecchiaia nessuna traccia, le organizzazioni di resistenza sono lettera morta. I tentativi fatti per riunire in lega le lavoratrici naufragarono tutti per l'opera deleteria delle egoiste e delle fanatiche sobillate dai preti».
Nel 1914 venne trasferita a Torino presso la Regia Scuola complementare autonoma «Margherita di Savoia», dove rimase per cinque anni.
Il dissenso con la linea del partito si approfondì fino alla rottura definitiva nel 1915, quando Baricelli assunse posizioni apertamente interventiste, in contrasto con l'orientamento neutralista del PSI. Nello stesso anno fondò il giornale L’Alleanza Interventista, segnando una netta svolta rispetto al precedente impegno socialista.

### Ultimi anni e conversione
Dopo l'esperienza torinese e la delusione dell'esperienza socialista, Baricelli, da sempre abituata ad una vita politica attiva, cambiò radicalmente atteggiamento nei confronti degli eventi di quegli anni, scegliendo il silenzio e l'estraneità.
Dopo alcuni anni trascorsi a insegnare a Cremona, venne trasferita a Belluno, dove concluse la carriera scolastica come preside di un istituto magistrale. Nel 1931 fece ritorno a Cremona.
Negli anni seguenti si riavvicinò alla religione cattolica. Tra la fine del 1934 e l'inizio del 1935 entrò come ospite pagante nell’Istituto del "Buon Pastore" di Cremona, dove trascorse gli ultimi undici anni della sua vita, dedicandosi all’istruzione delle giovani ospiti e ad attività religiose.
Nel 1941 scrisse il libro autobiografico Ritorno alla fede sulle vie del Vangelo. Morì il 14 aprile 1946.

## Opere
Oltre che giornalista, Baricelli fu anche una scrittrice di manuali di divulgazione, specie per l'istruzione femminile, e di drammi e romanzi.

### Manuali e antologie
- L'istruzione popolare. Libro di lettura per operai e contadini, Cremona, Tip. Sociale, 1894
- Tra fiori e messi. Guida alla pratica dell'apprendimento dell'arte del comporre ed all'acquisto delle idee, Pavia, Ottani, 1900
- Serto muliebre. Creazioni femminili de' nostri maggiori poeti, Pavia, Stab. D'arti Grafiche Ottani-Bernasconi, 1904
- Per la scuola e per la vita. Antologia ad uso speciale delle scuole medie femminili, Pavia, A. Boerchio, 1910

### Romanzi
- Una coscienza. Dramma romantico in quattro atti, Cremona, Tip. Lit. Fezzi, 1903
- I vinti, ovvero il Genio oppresso, Pavia, Tip. Succ. Ottani-Bernasconi, 1907
- Il poema venduto. Seguito del romanzo I vinti. Pavia, Ottani-Bernasconi, 1911
- Ritorno alla fede sulle vie del Vangelo. Uno sguardo sul mondo, Brescia, Tip. Editrice Vescovile “Queriniana” dell’istituto Artigianelli, 1941